# Thierry II d'Orléans
Pour les articles homonymes, voir Thierry.
Thierry II d'Orléans ou Thierry ou Saint Thierry était un homme d’Église français du XIe siècle, qui succéda à Foulque Ier sur le siège épiscopal d’Orléans.
Nommé évêque contre l'avis du comte de Blois mais avec l'appui du roi de France Robert le Pieux, puis contesté pour sa proximité avec les hérétiques d'Orléans, il fut remplacé par Oury (ou Orri) dès l'entame du synode chargé, à la Noël 1022, de les juger.

## Un acteur majeur du conflit d'influence entre Robert le Pieux et le comte de Blois
Formé à Saint-Pierre-le-Vif de Sens, dont était abbé son oncle Raynard, Thierry d'Orléans était aussi le petit-neveu de l'ancien archevêque de cette même cité, Seguin. Il appartenait à la maison de Broyes, près de Sezanne  en Champagne, famille elle-même issue de celle de Château-Thierry. Son père, Raynard, comte de Troyes, descendait du Thierry qui donna son nom à la ville de Château-Thierry.
L'élection puis la déposition de Thierry se place dans un contexte géographique et politique bien particulier. Orléans était certes cité royale, mais les comtes de Blois voulaient y imposer leur influence dans la mesure où elle faisait le lien entre les comtés de Blois, Chartres et Tours d'une part, et leurs domaines du Sancerrois d'autre part. Dans ce cadre, pour succéder à Foulque, décédé entre 1008 et 1013, Robert le Pieux imposa Thierry, avec l'assentiment de l'archevêque de Sens, dont relevait l'évêché d'Orléans, aux dépens du candidat d'Eudes II de Blois, Oury. Ce dernier ne fut pas sans renâcler. Lors de la consécration de Thierry par l'archevêque de Sens, Liéry, il fit irruption dans l'église, troubla l'office et manifesta bruyamment son mécontentement d'avoir été écarté du siège qu'il convoitait. Mieux, il fit ultérieurement attaquer l'évêque (dont il était par ailleurs parent), le fit tomber de son cheval et l'insulta.
L'intervention royale dans l'élection épiscopale au profit de Thierry provoqua l'indignation de l'évêque de Chartres Fulbert, dont relevait l'essentiel des territoires contrôlés par Eudes. Fulbert refusait par principe toute intervention laïque dans une élection épiscopale. Sollicité par certains chanoines opposés à la décision royale, il protesta contre une élection qu'il jugeait extorquée par la force et « refusa d'assister au sacre de Thierry, auquel procéda l'archevêque de Sens Liéry, tout acquis au contraire à la politique royale ». Quelque temps après, il choisit cependant de calmer le jeu et dissuada Oury de faire appel au pape.
Dix ans plus tard, l'hérésie d'Orléans manifesta que ces conflits n'étaient pas réellement éteints. Ainsi, les évènements de décembre 1022 aboutirent au résultat inverse de 1013 : à Thierry, alors un familier de la reine Constance, femme de Robert le Pieux, succéda Oury. C'est d'ailleurs ce dernier qui fit déterrer et jeter dans la rue le corps de l'ancien chantre, Déodatus, sans doute son ancien adversaire, vengeance posthume qui pourrait laisser penser que « le scandale de 1022 était depuis longtemps attendu et qu'il fut volontairement provoqué ».
Le fait que ce soit Oury qui ait siégé au synode de décembre 1022 en tant qu'évêque d'Orléans et non Thierry, montre, selon Robert-Henri Bautier, que l'assemblée commença par déposer Thierry et le remplaça aussitôt par Oury. Cela concorde avec une autre source indiquant que Thierry, après s'être réfugié à l'abbaye sénonaise qui l'avait éduqué, était en route pour Rome, vraisemblablement pour plaider sa cause auprès du pape Benoît VIII, lorsqu'il mourut brusquement en chemin le 27 janvier 1023. Sans que cela dédouane les chanoines incriminés de leurs déviances doctrinales, il semble bien que l'éviction de Thierry du siège épiscopal orléanais faisait partie des principaux enjeux de l'affaire - et sans doute du principal objectif de certains de ses protagonistes. À ce compte-là, on avait beau jeu de souligner les douteuses accointances du candidat royal de 1013 : Thierry, chapelain de la reine, avait nommé Étienne, qui en était le confesseur, chantre de son chapitre, ce qui faisait de Thierry un proche des hérétiques et expliquait sa déposition.